# Xenopterella beameri
Xenopterella beameri is een vliegensoort uit de familie van de Lauxaniidae. De wetenschappelijke naam van de soort is voor het eerst geldig gepubliceerd in 1965 door Steyskal.